# Anna Kournikova
Anna Kournikova (ryska: Анна Курникова), född 7 juni 1981 i Moskva, är en rysk-amerikansk tidigare professionell tennisspelare. Kournikova är idag bosatt i Miami. Hon var framförallt dubbelspelare och rankades som sådan under en period som världsetta.

## Tenniskarriären
Kournikova vann sin första av två Grand Slam-titlar i dubbel 1999 i Australiska öppna. Hennes partner var då Martina Hingis. De båda vann också dubbeltiteln i turneringen 2002. Hingis var ofta Kournikovas dubbelspelspartner. Även om Kournikova konstant varit rankad som en av de tjugo bästa singelspelarna enligt WTA har hon aldrig vunnit en professionell singeltävling. Hon har dock spelat ett stort antal finaler och semifinaler, bland annat Wimbledonmästerskapen. Under 2000-talet var hon ofta skadad och  2003 beslutade hon att sluta med tennisen. Kournikova vann totalt 16 WTA-titlar i dubbel. I november 1999 rankades hon som världsetta i dubbel.

## Privatliv
Anna Kournikova har haft ett antal förhållanden som figurerat mycket i massmedia, bland annat ett med ishockeyspelaren Sergej Fjodorov. Hon är sedan hösten 2001 tillsammans med Enrique Iglesias. I filmen Mina jag & Irene (med bland andra Jim Carrey) spelar hon en biroll som motellföreståndare. Tennisspelet Anna Kournikova's Smash Court Tennis är namngivet efter henne. Hon var personlig tränare under säsong 12 av TV-serien Biggest Loser då hon ersatte Jillian Michaels.

## Grand Slam-finaler i dubbel (3)

### Titlar (2)
| År   | Mästerskap           | Partner        | Finalmotståndare                           | Setsiffror    |
| 1999 | Australiska öppna    | Martina Hingis | Lindsay Davenport Natasha Zvereva          | 7-5, 6-3      |
| 2002 | Australiska öppna(2) | Martina Hingis | Daniela Hantuchová Arantxa Sánchez Vicario | 6-2, 6-7, 6-1 |

### Finalförluster (1)

Dubbelparet Anna Kournikova och Martina Hingis

| År   | Mästerskap    | Partner        | Finalmotståndare               | Setsiffror    |
| 1999 | Franska öppna | Martina Hingis | Serena Williams Venus Williams | 6-3, 6-7, 8-6 |